# Dalfsen
Dalfsen (anhörenⓘ) ist eine Gemeinde in der Provinz Overijssel (Niederlande). Sie hat eine Einwohnerzahl von 30.051 (Stand 1. Januar 2025).

## Orte
Die Gemeinde besteht aus den Dörfern (in Klammern die jeweilige Einwohnerzahl am 1. Januar 2024):
- Dalfsen (15.330), Sitz der Gemeindeverwaltung
- Nieuwleusen (9.560)
- Lemelerveld (4.795)
- Hoonhorst (725)
- Oudleusen (595)
- Ankum (85)

sowie einigen kleinen Ortschaften. Ein Drittel der Einwohner lebt in Bauernhöfen usw. außerhalb der Ortskerne.

## Lage und Wirtschaft
Die Gemeinde liegt zwischen Zwolle und Ommen an der Vechte. Das Dorf Dalfsen, etwa 10 km östlich von Zwolle, hat einen Bahnhof an der Strecke Zwolle – Emmen. Die Gemeinde wird von Fernstraßen durchquert; es gibt aber keine Autobahnen.
Haupterwerbsquelle in der Gemeinde ist die Landwirtschaft, Nieuwleusen und Lemelerveld haben auch etwas Industrie. Auch der Tourismus ist von zunehmender Bedeutung.

## Bilder

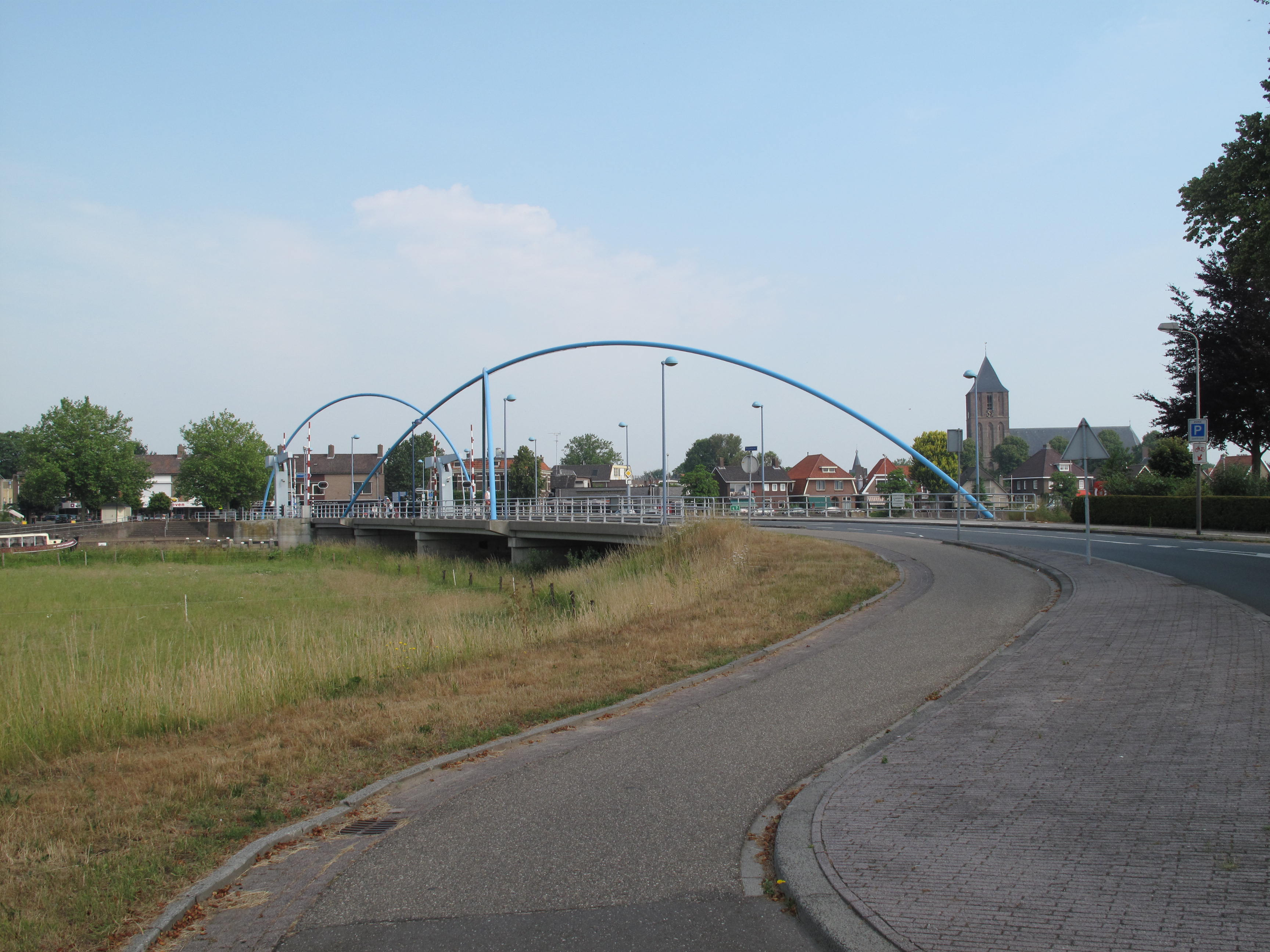
Dalfsen, die Stadt
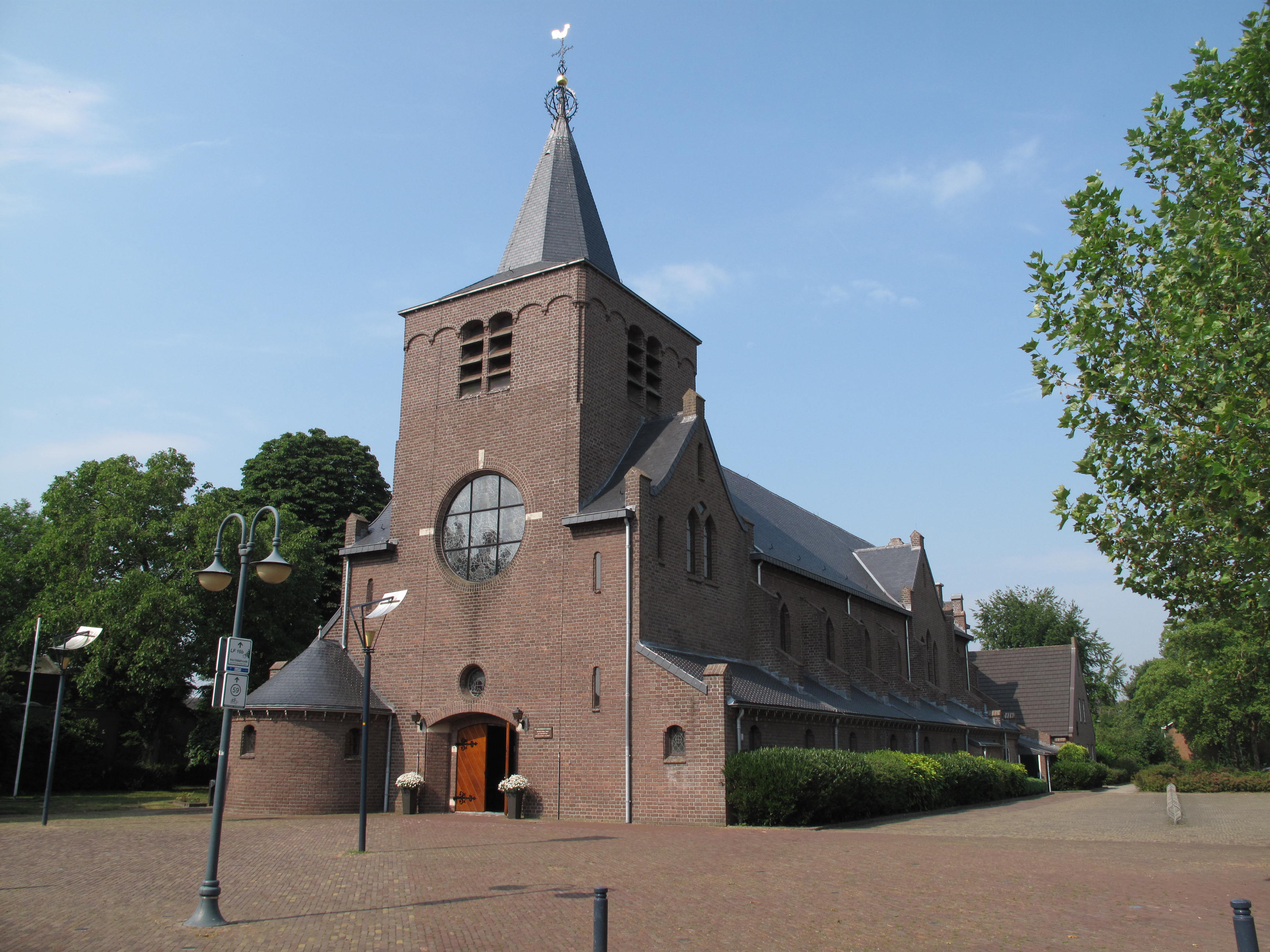
Dalfsen, Kirche
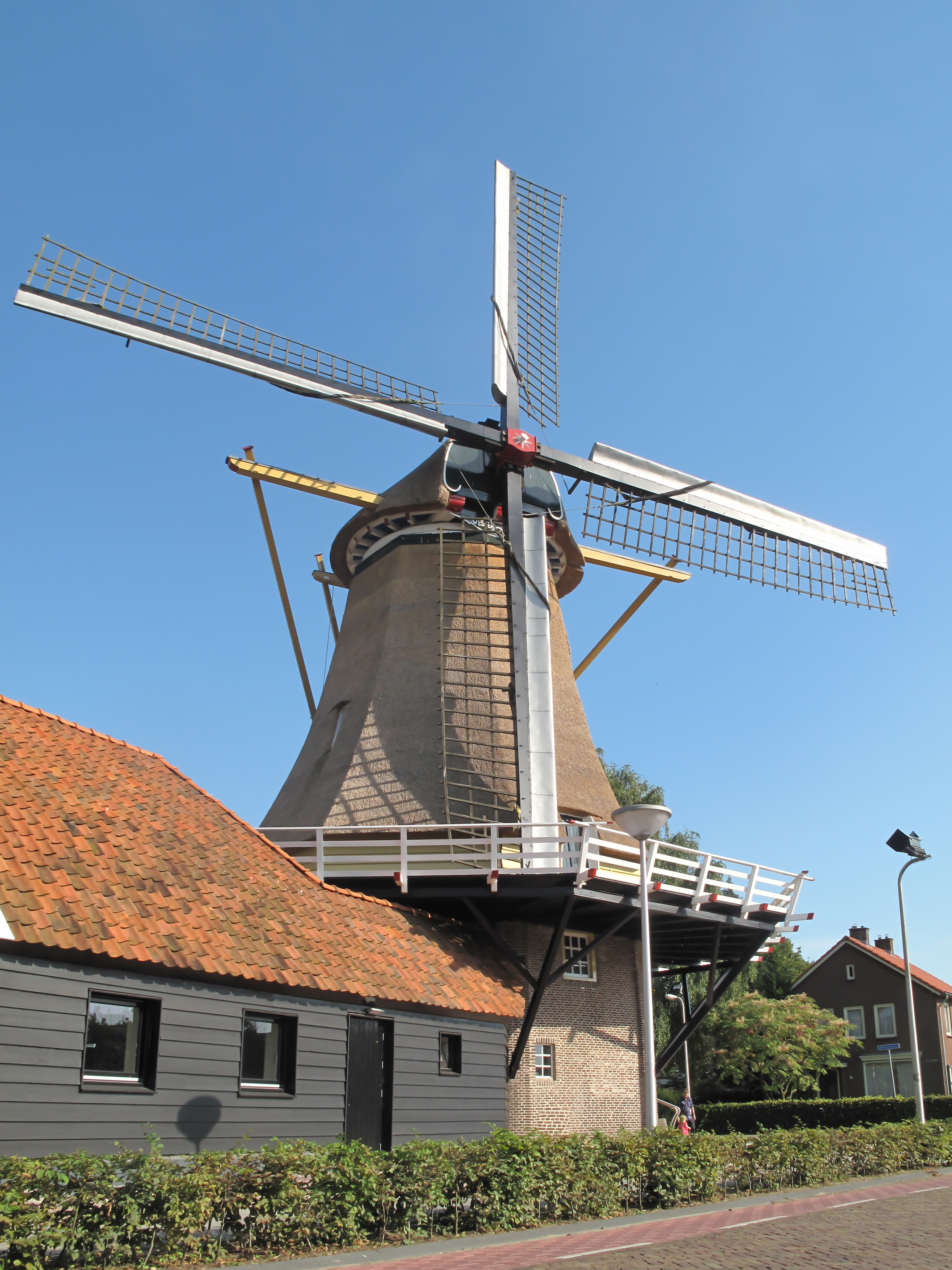
Dalfsen, Mühle: de Westermolen
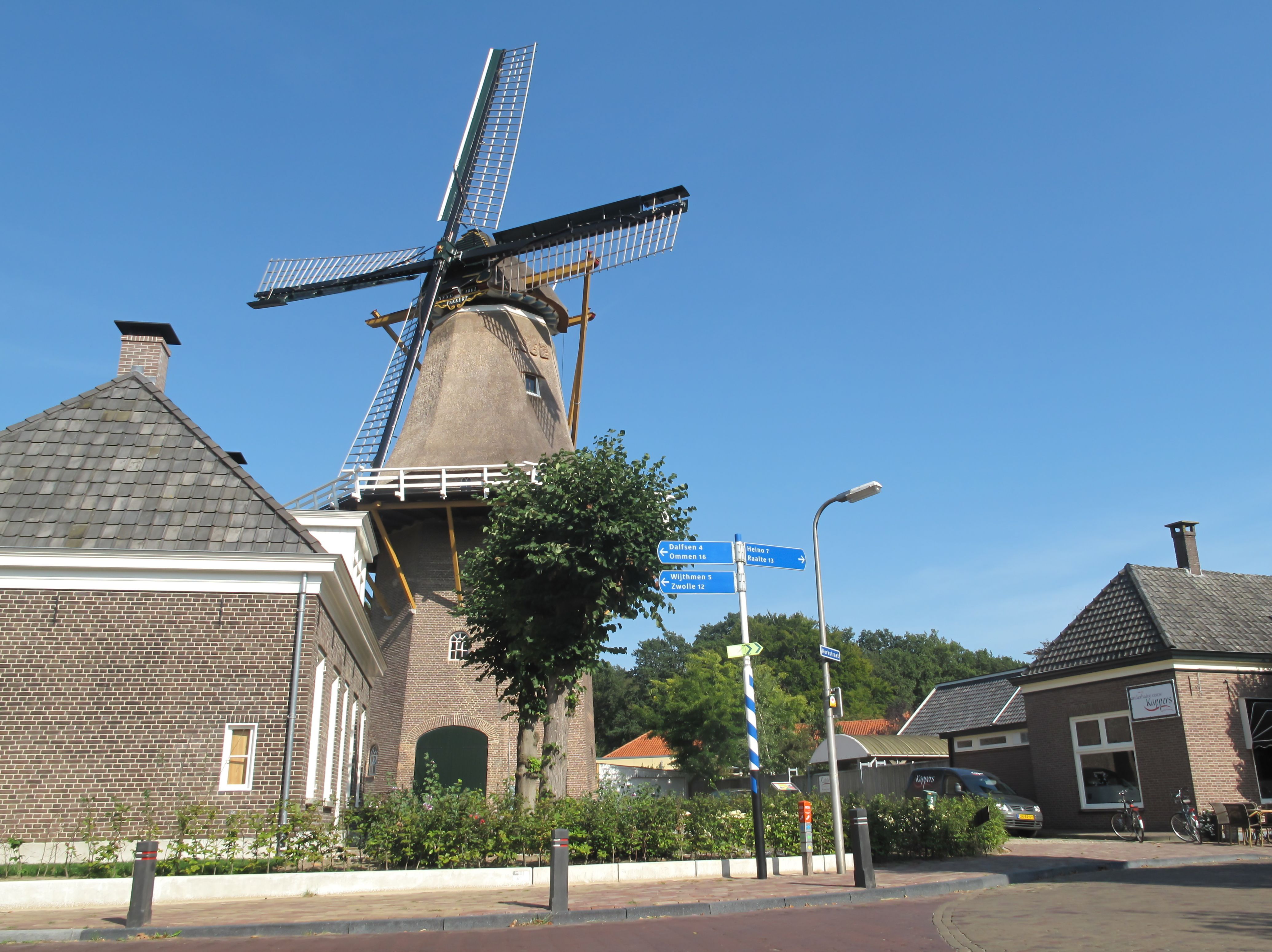
Hoonhorst, Mühle: molen de Fakkert

## Geschichte
Der Name Dalfsen wird erstmals in einer Urkunde aus dem Jahr 1231 erwähnt. Der Ort erhielt trotz seiner günstigen Lage an der Vechte nie das Stadtrecht. Gegenüber dem Dorf steht, inmitten eines schönen Waldes, das 1320 erbaute Schloss Rechteren, das schon seit etwa 600 Jahren vom Adelsgeschlecht der Grafen von Rechteren-Limpurg bewohnt wird.  Lange Zeit stand am Ufer der Vechte eine Kastanie, die als Hochwassermarke diente. Wenn die Vechte den Stamm des Baumes umspülte, bestand Überschwemmungsgefahr. 
Im 19. Jahrhundert wurde der Fluss eingedeicht.

### Lemelerveld
Lemelerveld entstand als Arbeitersiedlung am Kanal Zwolle–Vroomshoop beim Zweig nach Raalte–Deventer, wo 1865 eine Zuckerfabrik die Verarbeitung der hier angebauten Zuckerrüben begann. Eine Metallwarenfabrik übernahm 1917 das Gebäude, das nach der Schließung 2001 verschwand. Das Dorf lebt jetzt von der Dahlienzucht, der Landwirtschaft und vom Kleingewerbe; viele Einwohner sind Bauarbeiter.

### Nieuwleusen
Nieuwleusen entstand 1631 als „veenkolonie“ (Siedlung von Torfstechern). Im 20. Jahrhundert war die Fahrradfabrik Union größter Arbeitgeber des Dorfes.

## Sehenswürdigkeiten
Dalfsen hat eine sehenswerte alte Dorfkirche und ein kleines Heimatmuseum. Auf der Vechte ist Wassersport möglich. Die waldreiche Umgebung lädt zu Radtouren und Wanderungen ein. In der Gemeinde befinden sich ein kleiner Jachthafen mit Kanuverleih und mehrere Campingplätze. Die zahlreichen Herrenhäuser (havezates), die meistens als Bürogebäude dienen, und das Schloss Rechteren können nicht besichtigt werden; die Parks und Gärten dieser Landsitze sind im Allgemeinen frei zugänglich.
Alljährlich wurde in Lemelerveld ein Blumenkorso veranstaltet. Es fand 2009 zum letzten Mal im August an einem Dienstagabend statt.
Das steinzeitliche Gräberfeld von Dalfsen wurde 2015 präsentiert.

## Politik
Im Jahr 2022 entschied die Lokalpartei Gemeentebelangen zum wiederholten Male die Kommunalwahl für sich. Dabei holte sie über ein Drittel aller Stimmen sowie acht von 21 Ratssitzen.

### Gemeinderat
Seit 1982 wird der Gemeinderat von Dalfsen wie folgt geformt:
| Partei                 | Sitze | Sitze | Sitze | Sitze | Sitze  | Sitze  | Sitze | Sitze | Sitze | Sitze | Sitze |
| Partei                 | 1982  | 1986  | 1990  | 1994  | 1996 a | 2000 b | 2006  | 2010  | 2014  | 2018  | 2022  |
| ---------------------- | ----- | ----- | ----- | ----- | ------ | ------ | ----- | ----- | ----- | ----- | ----- |
| Gemeentebelangen c     | 2     | 3     | 3     | 4     | 4      | 4      | 5     | 7     | 9     | 9     | 8     |
| CDA                    | 8     | 8     | 9     | 7     | 7      | 8      | 7     | 7     | 6     | 5     | 6     |
| ChristenUnie           | –     | –     | –     | –     | –      | 3      | 3     | 3     | 3     | 3     | 3     |
| PvdA                   | 2     | 2     | 2     | 1     | 2      | 2      | 4     | 2     | 1     | 2     | 2     |
| D66                    | –     | –     | –     | 1     | 2      | –      | –     | –     | 1     | 1     | 1     |
| VVD                    | 2     | 2     | 1     | 2     | 2      | 1      | 2     | 2     | 1     | 1     | 1     |
| LP                     | –     | –     | –     | –     | –      | –      | –     | –     | –     | 0     | –     |
| Algemeen Belang 2000 c | –     | –     | –     | –     | –      | 3      | –     | –     | –     | –     | –     |
| SGP                    | –     | –     | –     | –     | –      | 0      | –     | –     | –     | –     | –     |
| GPV                    | 1     | 2     | 2     | 2     | 2      | –      | –     | –     | –     | –     | –     |
| Gesamt                 | 15    | 17    | 17    | 17    | 17     | 21     | 21    | 21    | 21    | 21    | 21    |

Anmerkungen

### Städtepartnerschaft
Die Gemeinde Dalfsen unterhält eine Städtepartnerschaft mit Hörstel, Nordrhein-Westfalen.

## Zugunglück am 23. Februar 2016
Am Morgen des 23. Februar 2016 ereignete sich in der Gemeinde ein Zugunglück. Der Zug prallte an einem Bahnübergang mit einer fahrbaren Hebebühne zusammen. Einige Fahrzeugteile des einzelfahrenden mehrteiligen GTW entgleisten bei dem Zusammenprall und fielen um. Von 15 Insassen wurden mehrere verletzt und eine Person getötet. Bei dieser handelte es sich nach Angaben der Bahngesellschaft Arriva um den Lokführer.

## Persönlichkeiten

### Söhne und Töchter der Gemeinde
- Jan Houtman (1917–1944), niederländischer Widerstandskämpfer
- Peter Nijkamp (* 1946), niederländischer Wirtschaftswissenschaftler
- René Eijkelkamp (* 1964), niederländischer Fußballspieler
- Erben Wennemars (* 1975), niederländischer Eisschnellläufer
- Loris Veneman (* 2006), niederländischer Motorradrennfahrer

### Personen, die vor Ort gewirkt haben
- Gostuwe von Gerner (1305), Ehefrau des Johann von Almelo (1300–1350) Niederadel, Ministranten
- Ruud Lubbers (1939–2018), niederländischer Politiker und Ökonom
- Jeroen Krabbé (* 1944), niederländischer Schauspieler